# Stjärna, Kopparbergsätten
Stjärnasläkten från Kopparberget är en lågfrälsesläkt från Dalarna som framträder vid Kopparberget under senare hälften av 1400-talet. Den härstammande från bergsmannen Olof Nilsson vars tre söner Markvard, Olof (död 1498) och Hans nämns i ett lagmansbrev från 1473. Släkten är knuten till flera olika gårdar i Kopparbergslagen, bl.a. i Kniva, Rottneby, Staberg och Främsbacka.  

## Historia
Den äldsta uppgiften om släktens ursprung finns i en handskrift från senare delen av 1500-talet av vasakungarnas genealog Rasmus Ludvigsson. Han uppger att Olof Nilsson ska ha inkommit från Danmark. Rasmus Ludvigsson bör till viss del ha fått kunskap om släkten genom sin andra hustru Clara Nilsdotter (död 1599). vars mormor tillhörde denna släkt. I äldre tiders okritiska adelsgenealogier har olika försök gjorts att koppla ihop släkten med olika danska frälsemän, såsom exempelvis i Carl Gustaf Kröningsvärds genealogier från 1800-talet. Man uppger å ena sidan att släktens stamfar Olof Nilsson skulle härstammat i fjärde led från en dansk riksdrots vid 1300-talets början (som i verkligheten tillhörde den danska ätten Bild och förde ett helt annat vapen), eller som ännu i Gustaf Elgenstiernas Den introducerade svenska adelns ättartavlor att släkten härstammar från den skånsk-danska släkten Kyrning, vars medlemmar visserligen förde en stjärna i vapenskölden, men inte kan beläggas ha något släktsamband med den svenska lågfrälse släkten vid Kopparberget, se senare årgångar av Sveriges Ridderskap och Adels kalender och släktöversikten på webbplatsen för Sveriges Riddarhus.
Ovannämnde Olof Nilssons son Markvard Olsson i Kniva förde 1484 ett sigillvapen där sex spetsrutor ställts i stjärnformation. Markvard Olsson var farfars farfar till Georg Stiernhielm.
Markvards bror Olof Olsson var far till Otto Svinhufvud och bergfogden Kristoffer Olsson (bergmästare). 
Tidigare ansågs adelsätterna  Schönström respektive Swedenborg härstamma från den tredje brodern, Hans Olsson på Främsbacka vid Kopparberget. Modern forskning har emellertid visat att det är felaktigt.

## DNA-testning
Testning av Y-DNA från två nutida agnatiska ättlingar till Olof Nilsson har bekräftat släktlinjerna och Olof Nilssons existens. Det är en linje via sonen Olof (Rottnebygrenen) och en linje via sonen Markvard (Storbogrenen) som matchar varandra på väntat sätt. Haplogruppen är R1a1a1b1a2b3 (=R-CTS3402), undergrupp R-JN80.